# Trentepohlia (Trentepohlia) luteicostata
Trentepohlia (Trentepohlia) luteicostata is een tweevleugelige uit de familie steltmuggen (Limoniidae). De soort komt voor in het Australaziatisch gebied.